# Günzburg
Günzburg (in dialetto svevo Genzburg) è una città tedesca di 19 723 abitanti, situato nel land della Baviera. Nel suo territorio i fiumi Günz e Nau sfociano nel Danubio. È percorsa dalla via ciclabile detta Via Danubia.
Qui nacquero il pattinatore su ghiaccio Erhard Keller, il medico e criminale nazista Josef Mengele ed il soprano Diana Damrau.
Vi ha sede il parco di divertimenti Legoland Deutschland.

## Storia
In epoca romana fu insediamento militare romano di un'unità ausiliaria a partire dalla fine del I secolo d.C. sotto la dinastia dei Flavi, al termine delle campagne germaniche di Domiziano degli anni 83-85. Di questo periodo sono ancora visibili tracce nei resti delle fortificazioni romane Guntia, che costituivano il punto di arrivo della strada romana Kempten-Kellmünz-Günzburg.